# Hor (Obervermögensverwalter)
Hor war ein altägyptischer „Obervermögensverwalter“, der im ersten Regierungsjahrzehnt von Sesostris I. und damit auch im letzten Regierungsjahrzehnt von Amenemhet I. (beide regierten 10 Jahre zusammen) amtierte.
Hor ist von zwei Objektgruppen bekannt. Er hatte eine Kapelle in Abydos, von der verschiedene Stelen stammen und er leitete eine Expedition in den Wadi el-Hudi, wo er eine Stele errichtete, auf die er von seiner Expedition berichtete. Diese Stele ist unter Sesostris I. datiert (jedoch nur mit dem Königsnamen, nicht mit einem Datum) und berichtet, wie Hor Amethyst für den König abbaute. Eine der Abydosstelen ist in das Jahr 9 von Sesostris I. datiert und befindet sich heute im Louvre (C 2). Sie überliefert seine längste Titulatur, die Titel wie Mitglied der Elite (Jrj-pˁ.t = Iri-pat), Vorderster an Aktion, königlicher Siegler (Ḫtm.tj-bjtj = Chetemti-biti), Einzig(artig)er Freund (Smḥr-w ˁ.tj = Semher-wati), aber auch Priester des Month, Herr von Theben und Vorsteher der Torwache beinhaltet. Er war auch Priesteraufseher am Tempel der Amenemhet-I.-Pyramide.
Seine Mutter hieß Senet, der Name seines Vaters ist nicht überliefert.